# Afaf Lutfi al-Sayyid-Marsot
Afaf Lutfi al-Sayyid-Marsot (nascido em 1933) é um historiador egípcio, professor de história na Universidade da Califórnia, Los Angeles, que escreve sobre a história do Egito desde o século XVIII.

## Vida
Nascida no Cairo, Afaf Lutfi al-Sayyid era familiarizada com política desde a infância. Seu pai era subsecretário de Estado para Assuntos Sociais no governo egípcio. Ela obteve o bacharelado em sociologia pela Universidade Americana do Cairo em 1952 e o mestrado em ciência política pela Universidade de Stanford. Ela lecionou por algum tempo na Universidade Americana no Cairo e depois obteve um doutorado. em estudos orientais pela Universidade de Oxford, estudando com Albert Hourani em 1963. Ela foi a primeira mulher egípcia a obter um doutorado pela Universidade de Oxford. Ela se tornou professora de história na UCLA em 1968. Ela se casou com Alain Marsot, também acadêmico e professor de ciência política.  O Dr. al-Sayyid Marsot ocupou vários cargos de visitante e recebeu honrarias acadêmicas, incluindo: - Professor visitante ilustre na Universidade Americana, Cairo, 1976 - Palestra ilustre George Antonius, St. Antony's College, Oxford, 1980 - Professor ilustre na Universidade de Georgetown, 1988 - Prêmio Mulher do Ano pela Arab-American Press Guild, Los Angeles, 1988 - Prêmio de Conquista Muçulmana Árabe-Americana, Los Angeles, 1992 - Prêmio de Mentoria da Middle East Studies Association, 2000 - Doutor em Letras Humanas conferido pela Universidade Americana no Cairo, 2001 - Professor visitante ilustre na Universidade Americana, Cairo 2009.